# 上海市南洋中学
上海市南洋中学，创设于清光绪二十二年（1896年），是中国人自主创办的第一所新式中学。位于上海市徐汇区龙华中路200号。

## 概述
1895年王柳生创办。旨在提倡新学，维新图强。初为上海王维泰家族的“王氏私塾”，1896年吸收外姓学生入学，并易名育材书塾。1900年，王培荪接办，增设中学课程。1902年，行第一届毕业典礼，其中五名毕业生赴美留学，1903年又改今名。1905年起，在日晖港西购地建校，附设联属学校，高小3年，以为预科。课程除国文外，还特设国语；四年级加修第二外国语。1907年迁现址。1909年正式迁入新校。1923年改为六年制完全中学。1937年，淞沪战争时校舍被日军占领，被迫租借北京路盐业大楼（今北京东路280号），以及宛平路52号上课。1946年后，陆续迁回原校。1956年转公立中学。1959年，南洋中学被列为重点中学。2005年，被评为“上海市实验性示范性高级中学”。